# Albion Mines Railway
Albion Mines Railway era una ferrovia mineraria, con trasporto anche di viaggiatori, a servizio dell'area mineraria di Stellarton in Nuova Scozia. Fu dismessa nel 1890.

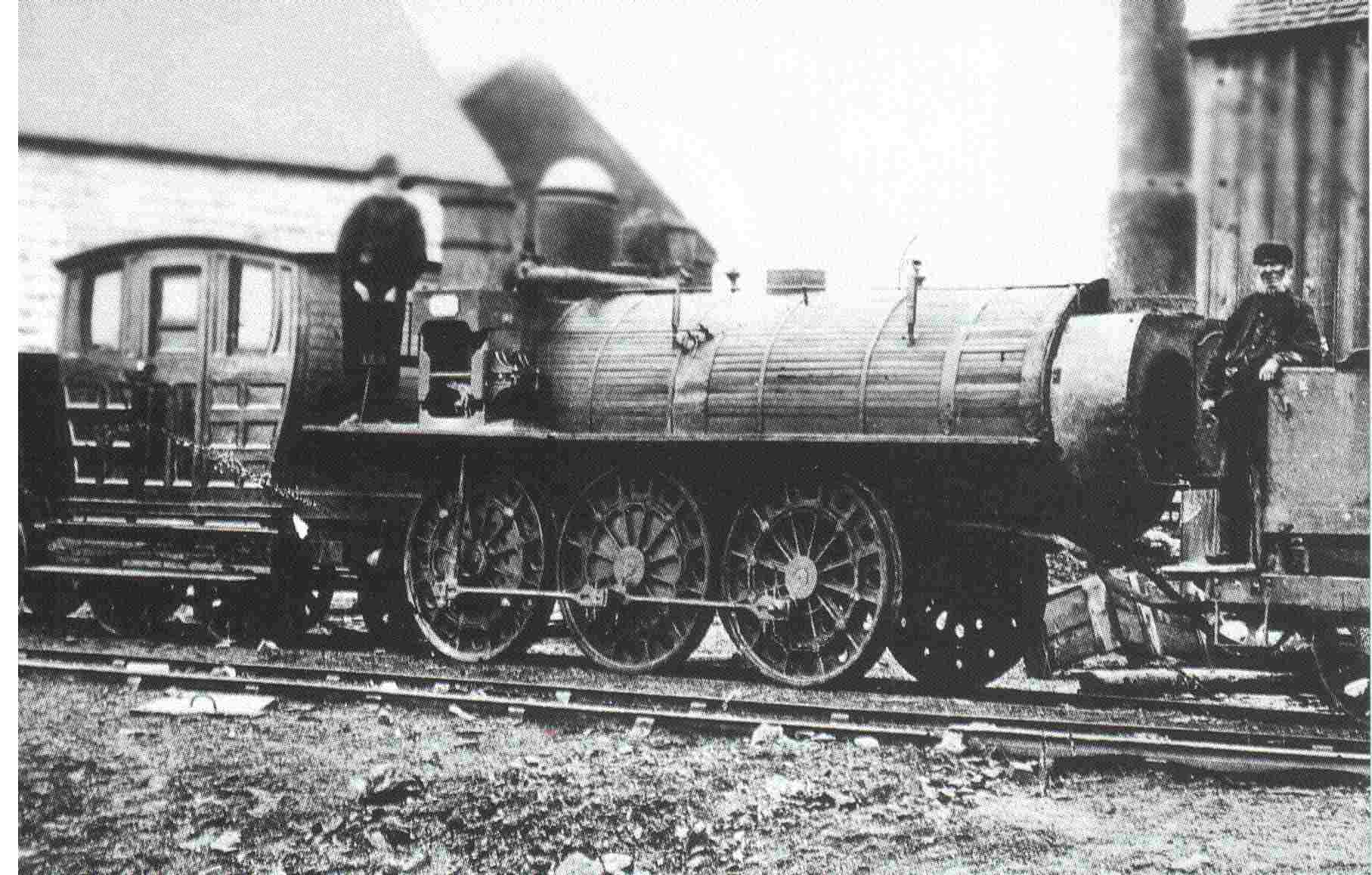
La locomotiva Samson sull'Albion Mines Railway

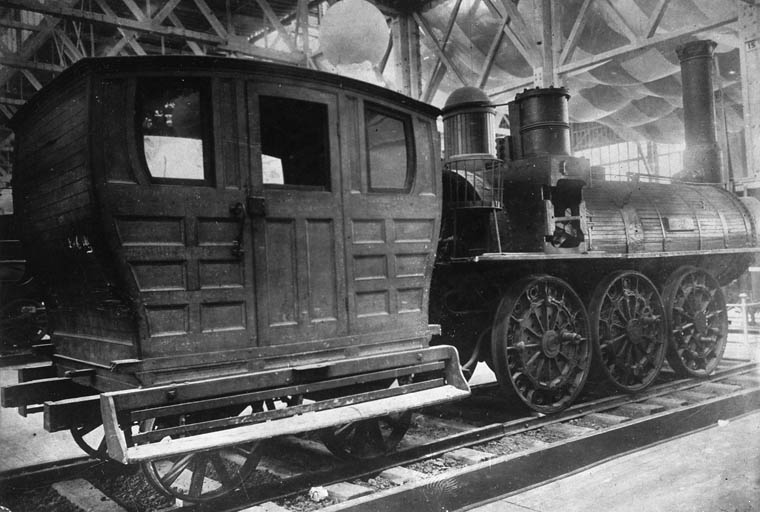
La prima vettura passeggeri del Canada il testa alla locomotiva Samson

Nel 1836 la General Mining Association di Londra, proprietaria delle miniere di Albion (in seguito Stellarton) decise di costruire una ferrovia dalle miniere di Albion ai suoi caricatori sull'East River. In quegli anni, Peter Crerar, geometra e ispettore governativo del territorio (in cui vi era carenza di progettisti e costruttori) si mostrava interessato alle costruzioni ferroviarie e, già agli inizi del 1836, aveva inviato alle autorità preposte britanniche alcune sue proposte per una ferrovia tra Halifax e Windsor. La General Mining, a conoscenza di ciò, incaricò Peter Crerar di approntare una proposta progettuale per una ferrovia mineraria adatta ai loro scopi. I suoi progetti inviati alla sede dell'associazione mineraria a Londra, vennero sottoposti alla valutazione di George Stephenson, che avendo progettato la costruzione della ferrovia Stockton-Darlington, era considerato un'autorità in materia. Questi assicurò che chi aveva preparato i progetti dimostrava di essere anche in grado di eseguirli. La ferrovia fu quindi costruita sotto la supervisione di Peter Crerar.
La costruzione della Albion Mines Railway ebbe inizio nello stesso 1836 e fu terminata nel 1839. La linea, lunga circa 10 km, aveva un andamento pressoché rettilineo e terminava su un molo di circa 450 m di lunghezza, alto 5 m sul livello dell'acqua. La muratura, i ponti e le canalizzazioni vennero costruiti con pietra intagliata estratta da una vicina cava. Il costo totale della costruzione fu di 160000 $.
Nel corso della costruzione della ferrovia furono ordinate tre locomotive alla fabbrica Timothy Hackworth e costruite in Inghilterra. Nel maggio 1839  giunsero al porto di Pictou e furono portate sull'East River mediante chiatte trainate da un piroscafo della società mineraria. Le locomotive erano la "Sansone" (Samson), la "Ercole" (Hercules) e la "Hibernia". Le tre locomotive erano accompagnate dal caporeparto della fabbrica di Hackworth, John Stubbs, che ne diresse l'assemblaggio prima di tornare in Inghilterra. Le macchine erano accompagnate anche da due ingegneri e macchinisti, George Greathead e George Davidson, che ne avevano seguito la costruzione, per la loro gestione e condotta. 
La cerimonia di inaugurazione del 1839 avvenne in maniera fastosa; due vaporetti con chiatte a rimorchio trasportarono circa 1000 persona da Pictou a New Glasgow dove presero il treno per le miniere. Giunsero grandi folle a piedi o a cavallo; presenziarono l'avvenimento categorie sociali delle più disparate e furono sparate salve di artiglieria. Un banchetto pantagruelico concluse la cerimonia. 
La ferrovia fu soppressa nel 1890.

## Preservazione della memoria
I disegni originali e le mappe di Crerar del progetto eseguiti tra agosto 1837 e dicembre 1838 sono stati rinvenuti in un edificio del dipartimento delle miniere di Stellarton e poi conservati nel "Nova Scotia Museum of Industry".
La Albion Mines Railway viene ricordata dal “Samson Trail”  seguendo il percorso della vecchia ferrovia dal Nova Scotia Museum of Industry nell'East River verso Abercrombie. La locomotiva Samson, una delle prime "cab forward" del mondo è conservata presso il museo ed è il più antico veicolo ferroviario superstite del Canada.